# Deutsche Meisterschaften 1936
Als Deutsche Meisterschaft(en) 1936 oder DM 1936 bezeichnet man folgende Deutsche Meisterschaften, die im Jahr 1936 stattgefunden haben: 
- Deutsche Fünfkampf-Meisterschaft 1936
- Deutsche Leichtathletik-Meisterschaften 1936
- Deutsche Schwimmmeisterschaften 1936
- Deutsches Meisterschaftsrudern 1936
- Deutsche Tischtennis-Meisterschaft 1936